# 向阳山水库
向阳山水库，位于中华人民共和国黑龙江省桦南县县城桦南镇东北9千米，是小八虎力河下游的一座大型水库。水库于1958年6月开建，1966年续建，1970年10月竣工。坝址以上集水面积899平方千米，总库容1.57亿立方米，兴利库容0.73亿立方米。大坝为黏土心墙土石坝，总长1244米，其中主坝长1110米，最大坝高19米。电站装机容量500千瓦。下游建有向阳山灌区，灌溉水田面积1.686万公顷。水库水面面积22.1平方千米，依山傍水，景色宜人，已辟为向阳湖风景区。